# Juan José Ruiz
Juan José Ruiz (ur. 2 marca 1979) – hiszpański zapaśnik walczący w stylu klasycznym. Zajął 36 miejsce na mistrzostwach świata w 2009 i szesnaste miejsce na mistrzostwach Europy w 2009. Wicemistrz śródziemnomorski w 2015 roku.